# Melody (película de 2023)

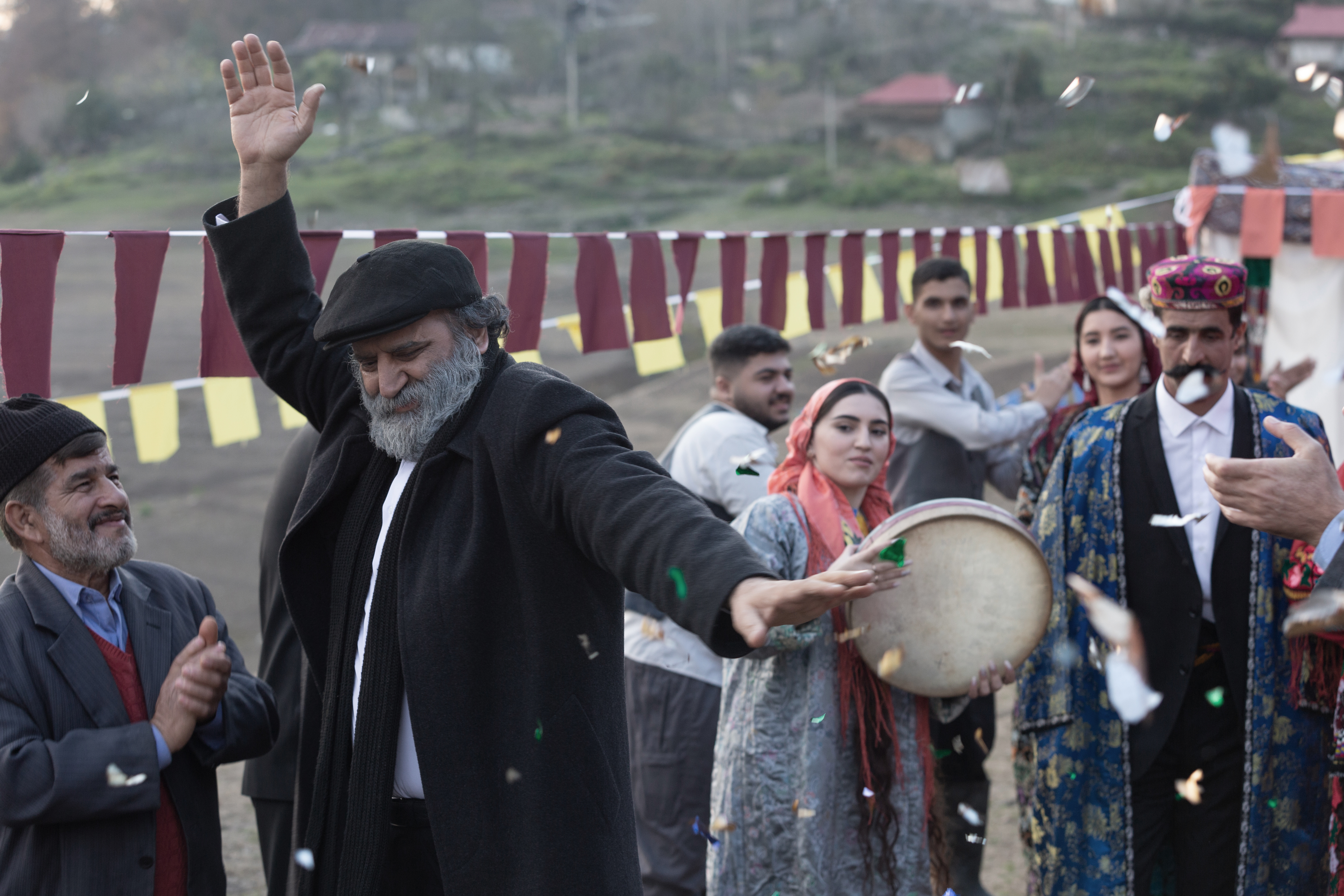
Dance scene

Melody (en persa: ملودی) es una película dramática de misterio tayiko-iraní de 2023 escrita, dirigida, producida y editada por Behrouz Sebt Rasoul. Se trata de la profesora de música Melody que quiere componer una pieza sentida para los niños que luchan contra el cáncer, utilizando el sonido de 30 pájaros. 
La película fue seleccionada como la entrada tayika a la mejor película internacional en los Premios Óscar 2024.
La película "Melody" fue seleccionada en el 54.º prestigioso festival Goa en India y tendrá su primera proyección internacional en la sección de cine mundial.La película Melody fue seleccionada en el 21º Festival Internacional de Cine de Chennai y se proyectará del 14 al 21 de diciembre.
La película "Melody" fue seleccionada en el 24.º prestigioso festival  Keswick en Reino Unido .
La película Melody fue seleccionada en el 42º Fajr International Film Festival 2024, país de Irán.
La película Melody fue seleccionada en el 23° Festival Internacional de Cine ImagineIndia, Madrid – España.

## Sinopsis
En un centro oncológico infantil, Melody enseña música a 30 niños. Quiere componer una pieza musical utilizando los sonidos de 30 pájaros diferentes. Una tarea sencilla, pero cuando sólo encuentran 20 pájaros, Melody acompañada de Mango, un ama de llaves muda, se embarcará en una vieja cantante que sabe dónde están el resto de los pájaros que están siendo cazados.

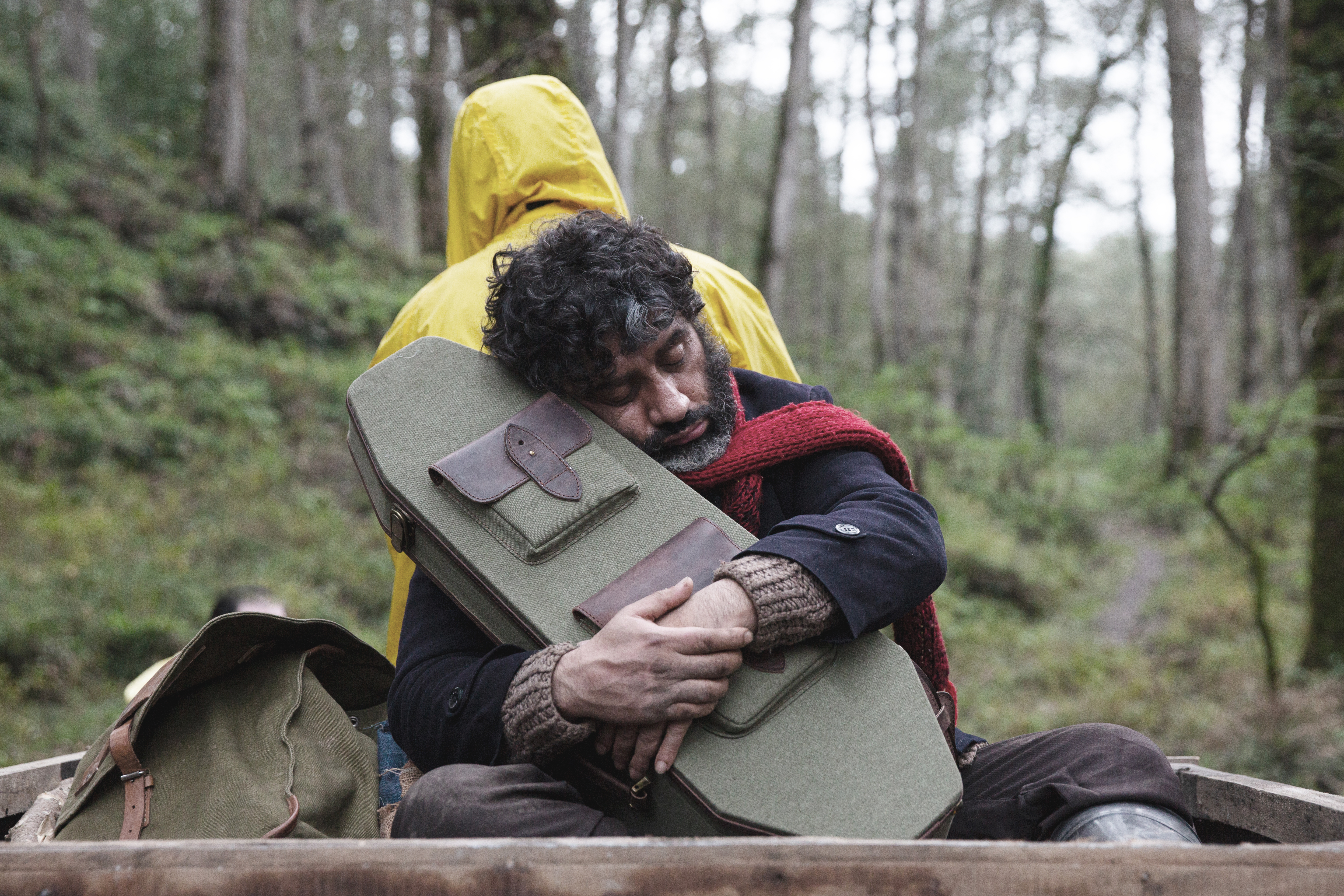
A scene from "Mango" in the movie Melody

## Reparto
- Diman Zandi como Melody
- Alireza Ostadi como el viejo cantante
- Meghdad Eslami como Mango
- Safar Hakadodov como el padre del novio
- Zulfiya Sadikova como la madre del novio